# Ниндзя-чемпион
«Ниндзя-чемпион» — кинофильм в жанре криминального боевика, снятый в 1985 году гонконгским режиссёром, актёром и сценаристом Годфри Хо.

## Сюжет
Трое мужчин ночью нападают на туристку, избивают и насилуют её. Через некоторое время женщина, жаждущая мщения, отыскивает своих насильников, оказавшихся контрабандистами, специализирующимися на алмазах, и выдаёт себя за скупщицу краденого. Но одной ей не справиться, и она призывает на помощь своего бывшего мужа — Дональда, агента Интерпола, который также хочет взять мошенников с поличным.
Все члены банды являются ниндзя. Однако Дональд уверен, что сможет с ними справиться, ибо также в совершенстве владеет целым рядом боевых искусств. Он без страха вступает в схватку с бандитами, облачившись в кипенно-белоснежный костюм воина.

## В ролях
| Актёр           | Роль    |
| --------------- | ------- |
| Брюс Барон      | Дональд |
| Пьер Тремблей   | Морис   |
| Джек Лам        | Джордж  |
| Нэнси Чанг      |         |
| Ричард Харрисон | Ричард  |
| Джеймс Чан      |         |
| Дракон Ли       |         |
| Джон Вонг       |         |
| Мария Кэм       |         |
| Элиот Люн       |         |
| Джек Ким        |         |
| Хьюберт Чэн     |         |
| Колин Ли        |         |